# Международная организация по делам беженцев
Международная организация по делам беженцев (англ. International Refugee Organization IRO) была учреждена ООН 20 апреля 1946 г. для оказания помощи огромному числу беженцев, появившихся в результате Второй мировой войны. IRO стал преемником ранее существовавшей UNRRA. США выделяли около 40 % от годового бюджета IRO в 155 миллионов долларов.

## История
Как и UNRRA до неё, IRO сосредоточила свои усилия на оказании помощи европейцам, пострадавшим в результате Второй мировой войны и в первую очередь — пережившим Холокост, бывшим подневольным рабочим и всем, кто входил во многомиллионное число перемещённых лиц. Помимо помощи в местах сосредоточения этих людей, была организована репатриация этих людей в страны, где они проживали до начала войны, а также их эмиграция на постоянное жительство в другие страны. IRO завершила свою работу в 1952 году, после того как обслужила около одного миллиона человек. Она была заменена Управлением Верховного комиссара ООН по делам беженцев (UNHCR).

## Страны-участницы
Восемнадцать стран стали членами IRO: Австралия, Бельгия, Канада, Китай, Дания, Доминиканская Республика, Франция, Гватемала, Исландия, Италия, Люксембург, Нидерланды, Новая Зеландия, Норвегия, Швейцария, Соединённое Королевство, Соединённые Штаты и Венесуэла.